# Guadalupe Tepeyac, Pantelhó
Guadalupe Tepeyac är en ort i Mexiko.   Den ligger i kommunen Pantelhó och delstaten Chiapas, i den sydöstra delen av landet, 800 km öster om huvudstaden Mexico City. Guadalupe Tepeyac ligger 449 meter över havet och antalet invånare är 172.
Terrängen runt Guadalupe Tepeyac är kuperad åt nordost, men åt sydväst är den bergig. Guadalupe Tepeyac ligger nere i en dal. Runt Guadalupe Tepeyac är det ganska tätbefolkat, med 62 invånare per kvadratkilometer. Närmaste större samhälle är Yajalón, 17,6 km nordost om Guadalupe Tepeyac. I omgivningarna runt Guadalupe Tepeyac växer i huvudsak städsegrön lövskog.